# لوپه اونتیوروس
لوپه اونتیوروس (انگلیسی: Lupe Ontiveros؛ ‏ ۱۷ سپتامبر ۱۹۴۲ – ۲۶ ژوئیهٔ ۲۰۱۲) یک بازیگر اهل ایالات متحده آمریکا بود.
از فیلم‌ها یا برنامه‌های تلویزیونی که وی در آن نقش داشته است، می‌توان به دختری چون من: داستان گوئن آرائوخو، بهتر از این نمی‌شه، شجاع، سلنا و ال نورته اشاره کرد.